# Eva Silverstein
Eva Silverstein (24 de octubre de 1970) es una física teórica, cosmóloga y teórica de cuerdas estadounidense. Es conocida por su trabajo en la cosmología del universo temprano, desarrollando la estructura de la inflación y su rango de firmas, así como por sus extensas contribuciones a la teoría de cuerdas y la física gravitacional.
Silverstein es profesora de física en la Universidad Stanford y directora de la colaboración de Cosmología Inflacionaria Moderna dentro de la iniciativa Origins of the Universe de la Fundación Simons.

## Biografía
Criada en Spokane, Washington, Silverstein es hija de Harry S. y Lorinda Knight Silverstein y se graduó de Lewis and Clark High School. Su padre es profesor emérito de filosofía en la Universidad Estatal de Washington en Pullman.
Es AB en Física por la Universidad de Harvard en 1992 y Ph.D. en Física por la Universidad de Princeton en 1996.
Silverstein está casada con su colega teórico de cuerdas Shamit Kachru; ambos eran estudiantes de doctorado de Edward Witten.

## Áreas de investigación
Su trabajo inicial incluyó el control de la condensación de taquiones en la teoría de cuerdas y la resolución resultante de algunas singularidades del espacio-tiempo (con Joseph Polchinski y otros). Otras contribuciones de investigación importantes incluyen la construcción de los primeros modelos de energía oscura en la teoría de cuerdas, algunas extensiones básicas de la correspondencia AdS/CFT con teorías de campo más realistas (con Shamit Kachru), así como el descubrimiento de un nuevo mecanismo predictivo para la inflación cósmica que implica la dinámica de D-brana (con David Tong) que ayudó a motivar análisis más sistemáticos de la no gaussianidad primordial.
Las principales áreas de investigación de Silverstein incluyen la inflación cósmica, a saber, la creación de nuevos mecanismos predictivos y comprobables que han permitido la comprensión sistemática del proceso y el papel de las cualidades sensibles a los rayos ultravioleta en la cosmología observacional (incluidas las versiones teóricas de cuerdas de la inflación de grandes campos y mecanismos novedosos que involucran interacciones de inflación); implicaciones de las interacciones de largo alcance en la teoría de cuerdas para la física de los agujeros negros; y desarrollo de mecanismos para romper la supersimetría y estabilizar las dimensiones adicionales de la teoría de cuerdas.

### Historial académica profesional
- Asociada postdoctoral, Universidad de Rutgers, 1996-1997.
- Profesora asistente, SLAC, Universidad Stanford, 1997-2001.
- Profesora asociado, SLAC y Departamento de Física, Universidad Stanford, 2001-2006.
- Profesora, SLAC y Departamento de Física, Universidad Stanford, 2006-2016.
- Profesora, Departamento de Física, Universidad Stanford, 2006-presente.
- Profesora, Departamento de Física, Universidad de California.

## Premios y reconocimientos
- Beca MacArthur, 1999.
- Investigadora junior destacada del DOE, 1999-2001.
- Beca Sloan, 1999-2003.
- Premio Bergmann Memorial, 2000.[8]
- APS Fellow, 2016 "Por contribuciones fundamentales a la gravedad cuántica y la cosmología del universo temprano".[9]
- Investigadora Simons, 2017.[10]
- Miembro elegida de la Academia Estadounidense de Artes y Ciencias (AAAS), 2020.[11]